# Quadrophenia
Quadrophenia (англ. Квадрофения) — шестой студийный альбом английской рок-группы The Who, выпущенный в виде двойного альбома 26 октября 1973 года компанией Track Records. Это третья рок-опера группы, предыдущие две — «мини-опера» «A Quick One, While He's Away» (1966) и альбом Tommy (1969). Действие происходит в Лондоне и Брайтоне в 1965 году. История повествует о молодом моднике по имени Джимми и его поисках самоуважения и значимости. Quadrophenia — единственный альбом The Who, полностью написанный и составленный Питом Таунсендом.
Группа начала работу над альбомом в 1972 году в попытке продолжить Tommy and Who's Next (1971), оба из которых добились существенного критического и коммерческого успеха. Запись была отложена, пока басист Джон Энтвистл и вокалист Роджер Долтри записывали сольные альбомы, а барабанщик Кит Мун работал над фильмами. Поскольку новая студия не была достроена вовремя, группе пришлось использовать мобильную студию Ронни Лейна. В альбоме значительно использованы многодорожечные синтезаторы и звуковые эффекты Таунсенда, а также многослойные духовые партии Энтвистла. Отношения между группой и менеджером Китом Ламбертом безвозвратно испортились во время записи, и к моменту выхода альбома Ламберт покинул группу.
Альбом Quadrophenia был выпущен с положительным приемом как в Великобритании, так и в США, но последующий тур был омрачен проблемами с фонограммами, заменяющими дополнительные инструменты на альбоме, и сценическая часть была снята в начале 1974 года. Он был возрождён в 1996 году с большим составом, а еще один тур состоялся в 2012 году. Альбом оказал положительное влияние на движение возрождения модов конца 1970-х годов, и в результате его экранизация 1979 года оказалась успешной. Альбом был переиздан на компакт-дисках несколько раз и имел несколько ремиксов, исправляющих некоторые предполагаемые недостатки оригинального релиза.

## Сюжет
Первоначальный релиз Quadrophenia сопровождался набором записей для рецензентов и журналистов, которые объясняли основную историю и сюжет.
Повествование сосредоточено на молодом моде из рабочего класса по имени Джимми. Он любит наркотики, пляжные драки и романтику  , и становится поклонником The Who после концерта в Брайтоне, но разочаровывается отношением к нему родителей, бесперспективными работами и безуспешной поездкой к психиатру. Он конфликтует с родителями из-за употребления амфетаминов, и испытывает трудности с поиском постоянной работы и сомневается в собственной самооценке, увольняясь с работы мусорщика всего через два дня. Хотя он счастлив быть «одним» из модов, он изо всех сил пытается не отставать от своих сверстников, и его девушка бросает его ради его лучшего друга.
Уничтожив свой скутер и задумавшись о самоубийстве, он решает сесть на поезд до Брайтона, где он ранее наслаждался общением с другими модами. Однако он обнаруживает, что «Ace Face», который возглавлял банду, теперь работает посыльным в отеле. Он чувствует, что всё в его жизни отвергло его, крадёт лодку и использует её, чтобы отплыть к скале с видом на море. На скале, застряв под дождём, он размышляет о своей жизни. Концовка остаётся неоднозначной относительно того, что происходит с Джимми.

## Предыстория
1972 год был наименее активным для The Who с момента их образования. Группа достигла большого коммерческого и критического успеха с альбомами Tommy и Who's Next, но изо всех сил пыталась придумать подходящее продолжение. Группа записала новый материал с соавтором Who's Next Глином Джонсом в мае 1972 года, включая «Is It in My Head» и «Love Reign O'er Me», которые в конечном итоге были выпущены на Quadrophenia, а также мини-оперу под названием «Long Live Rock – Rock Is Dead», но материал посчитали слишком производным от Who's Next, и сессии были прекращены. В интервью для Melody Maker гитарист и руководитель группы Пит Таунсенд сказал: «Мне нужно собрать новый коллектив… Люди на самом деле не хотят сидеть и слушать всё наше прошлое». Он был расстроен тем, что группа не смогла снять фильм о Tommy (киноверсия Tommy выйдет в 1975 году) или Lifehouse (неудавшийся проект, который привёл к появлению Who's Next), и решил последовать идее Фрэнка Заппы о создании музыкального саундтрека, который мог бы создать повествование так же, как фильм. В отличие от Tommy, новая работа должна была быть основана на реальности и рассказывать историю юности и подросткового возраста, которая могла бы быть соотнесена с аудиторией.
Таунсенд вдохновился темой «Long Live Rock – Rock Is Dead» и осенью 1972 года начал писать материал, в то время как группа выпустила неизданные записи, включая «Join Together» и «Relay», чтобы оставаться на виду у публики. Тем временем басист Джон Энтвисл выпустил свой второй сольный альбом Whistle Rymes, вокалист Роджер Долтри работал над сольным материалом, а Кит Мун выступил в качестве барабанщика в фильме Настанет день. Таунсенд встретился с «ирландцем» Джеком Лайонсом, одним из первых поклонников The Who, что натолкнуло его на идею написать произведение, которое бы оглядывалось на историю группы и её аудиторию. Он создал персонажа Джимми из шести ранних поклонников группы, включая Лайонса, и дал персонажу четырёхстороннее раздвоение личности, что привело к названию альбома (игра слов о шизофрении). В отличие от других альбомов The Who, Таунсенд настоял на том, чтобы сочинить всю работу, хотя он намеренно сделал начальные демо-записи редкими и неполными, чтобы другие участники группы могли внести свой вклад в окончательную аранжировку.
Работа была прервана на большую часть 1972 года, чтобы поработать над оркестровой версией Tommy Лу Рейзнера. Долтри закончил свой первый сольный альбом, в который вошел хитовый сингл «Giving It All Away», что подогрело слухи о расколе в прессе. Ситуацию не улучшило то, что Долтри обнаружил, что у менеджеров Кита Ламберта и Криса Стэмпа есть большие неучтенные суммы денег, и предложил уволить их, чему Таунсенд воспротивился.

## Запись
Чтобы отдать должное записи Quadrophenia, группа решила построить собственную студию Ramport Studios в Баттерси. Работа по строительству Ramport началась в ноябре 1972 года, но спустя пять месяцев там всё ещё не было подходящего микшерного пульта, который мог бы справиться с записью Quadrophenia. Вместо этого друг Таунсенда Ронни Лейн, басист из группы Faces, одолжил свою мобильную студию для сессий. Ламберт якобы начал продюсировать альбом в мае, но пропустил сессии записи и в целом не обладал дисциплиной. К середине 1973 года Долтри потребовал, чтобы Ламберт покинул службу The Who. Группа наняла звукорежиссёра Рона Невисона, который работал с коллегой Таунсенда Джоном Олкоком, для помощи в звукорежиссуре.
Чтобы проиллюстрировать четырехстороннее раздвоение личности Джимми, Таунсенд написал четыре темы, отражающие четырёх участников The Who. Это были «Bell Boy» (Moon), «Is It Me?» (Entwistle), «Helpless Dancer» (Daltrey) и «Love Reign O'er Me» (Townshend). Два длинных инструментала на альбоме, заглавный трек и «The Rock», содержат четыре темы, по отдельности и вместе. Инструменталы не были записаны в демо, а были созданы в студии. Автор Who Джон Аткинс описал инструментальные треки как «самую амбициозную и сложную музыку, которую когда-либо создавала группа».
В большинстве треков каждая из группы записывала свои партии отдельно; в отличие от более ранних альбомов, Тауншенд оставил место в своих демо для других участников группы, чтобы они могли внести свой вклад, хотя большинство синтезаторов на готовом альбоме были взяты с его синтезатора ARP 2500 и были записаны дома. Единственная песня, аранжированная группой в студии, была «5:15». По словам Невисона, ARP 2500 было невозможно записать в студии, а изменение звуков было обременительным из-за отсутствия патчей, что потребовало от Таунсенда работы над этими частями дома, работая до поздней ночи. Чтобы добиться хорошего звучания струнной секции на альбоме, Таунсенд купил виолончель и за две недели научился играть на ней достаточно хорошо, чтобы её можно было записать.
Энтвистл записал свою басовую партию для «The Real Me» одним дублем на Gibson Thunderbird и провёл несколько недель летом, аранжируя и записывая многочисленные многодорожечные партии духовых. Будучи вынужденным играть более прямолинейно из-за Джонса в Who's Next, Мун вернулся к своему устоявшемуся стилю игры на барабанах в Quadrophenia. Он внёс основной вокал в «Bell Boy», где он намеренно продемонстрировал преувеличенный повествовательный стиль. Для финала «Love, Reign O'er Me» Таунсенд и Невисон установили большую группу ударных инструментов, на которых играл Мун, прежде чем пинать набор оркестровых колоколов, которые можно услышать в финальном миксе.
Во время записи альбома Таунсенд сделал много полевых записей с помощью портативного катушечного магнитофона. Среди них были волны, омывающие корнуоллский пляж, и доплеровский свисток дизельного поезда, записанный недалеко от дома Таунсенда в Горинге-на-Темзе. Концовка «The Dirty Jobs» включает в себя музыкальный отрывок из «The Thunderer», марша Джона Филипа Сузы, который Невисон записал, наблюдая за игрой духового оркестра в Риджентс-парке. Сборка полевых записей в студии была проблематичной; в какой-то момент, во время «I Am the Sea», девять магнитофонов запускали звуковые эффекты. По словам Невисона, Таунсенд спродюсировал альбом в одиночку, добавив, что «всё началось, когда пришёл Пит, и всё закончилось, когда Пит ушёл». Таунсенд начал микшировать альбом в августе в своей домашней студии в Горинге вместе с Невисоном.

## Релиз
Альбому предшествовал сингл «5:15» в Великобритании, который выиграл от живого выступления на Top of the Pops 4 октября 1973 года и был выпущен на следующий день. Он достиг 20-го места в чартах. В США «Love Reign O'er Me» был выбран в качестве главного сингла.
Quadrophenia был первоначально выпущен в Северной Америке 26 октября 1973 года и в Великобритании 29 октября 1973 года, но поклонникам было трудно найти копию из-за нехватки винила, вызванной нефтяным эмбарго ОПЕК. В Великобритании Quadrophenia достиг 2-го места, уступив первое место альбому Pin Ups Дэвида Боуи. Альбом достиг 2-го места в американском чарте Billboard, самой высокой позиции среди всех альбомов Who в этой стране, уступив первое место альбому Goodbye Yellow Brick Road Элтона Джона.
Первоначально альбом был выпущен в виде набора из двух LP с разворотной обложкой и буклетом, содержащим тексты песен, текстовую версию истории и фотографии, сделанные Итаном Расселом, иллюстрирующие её. MCA Records переиздали альбом в виде набора из двух CD в 1985 году с текстами песен и текстовой историей на тонком складном листе, но без фотографий. Альбом был переиздан в виде ремастерированного CD в 1996 году с воспроизведением оригинальной обложки альбома. Оригинальный микс критиковали, в частности, за то, что вокальные партии Долтри были скрыты, поэтому CD 1996 года был полностью ремикширован Джоном Эстли и Энди Макферсоном.
В 2011 году Таунсенд и давний звукорежиссёр Who Боб Придден сделали ремикс альбома, в результате чего получился роскошный бокс-сет из пяти дисков. В отличие от более ранних переизданий, этот набор содержит два диска демо, включая некоторые песни, которые были исключены из финального порядка воспроизведения альбома, и подборку песен в формате 5.1 Surround Sound. В комплект поставки входит 100-страничная книга, включающая эссе Таунсенда о сессиях альбома с фотографиями. В то же время стандартная версия на двух CD была переиздана с подборкой демо в качестве бонусного контента; некоторые треки со второго диска были перемещены на первый диск, чтобы выделить место для этих демо. В 2014 году альбом был выпущен на Blu-ray Audio с совершенно новым ремиксом всего альбома Таунсенда и Приддена в формате 5.1 Surround Sound, а также стереоремиксом Deluxe Edition 2011 года и оригинальным стереомиксом LP 1973 года.

## Живые выступления

### Тур 1973–1974 годов
Группа гастролировала в поддержку Quadrophenia, но сразу же столкнулась с трудностями при исполнении материала вживую. Чтобы добиться насыщенного наложенного звучания альбома на сцене, Таунсенд хотел, чтобы Крис Стейнтон (который играл на пианино в некоторых треках) присоединился в качестве участника тура. Долтри возражал против этого и считал, что выступления The Who должны состоять только из четырёх основных участников. Чтобы получить необходимую инструментальную часть без дополнительных музыкантов, группа решила использовать записанные на плёнку фонограммы для живых выступлений, как они уже делали для «Baba O'Riley» и «Won't Get Fooled Again». Первоначальные выступления были осложнены неисправным оборудованием. После того, как записи начались, группе пришлось играть под них, что ограничивало их стиль. Мун, в частности, обнаружил, что играть Quadrophenia сложно, так как он был вынужден придерживаться метрономной дорожки вместо того, чтобы следить за остальной группой. Группа отвела только два дня на репетиции с записями перед туром, один из которых был прерван после того, как Долтри ударил Таунсенда после ссоры.
Тур начался 28 октября 1973 года. Первоначальный план состоял в том, чтобы сыграть большую часть альбома, но после первого концерта в Сток-он-Трент группа исключила из сета «The Dirty Jobs», «Is It in My Head» и «I've Had Enough». И Долтри, и Таунсенд чувствовали, что им нужно подробно описать сюжет публике, что заняло драгоценное время на сцене. Несколько концертов спустя в Ньюкасл-апон-Тайне фонограммы к «5:15» пришли с опозданием. Таунсенд остановил шоу, схватил Приддена, который управлял микшерным пультом, и вытащил его на сцену, выкрикивая в его адрес непристойности. Впоследствии Таунсенд подобрал несколько записей и бросил их на сцену, пнул свой усилитель и ушел. Группа вернулась через 20 минут, играя старый материал. Таунсенд и Мун появились на местном телевидении на следующий день и попытались отмахнуться от событий. The Who отыграли еще два концерта в Ньюкасле без происшествий.
Тур по США начался 20 ноября в Cow Palace в Сан-Франциско. Группа нервничала из-за исполнения Quadrophenia после британского тура, особенно Мун. Перед выступлением один из поклонников предложил ему транквилизаторы. Сразу после начала шоу фанат потерял сознание и был госпитализирован. Игра Муна, тем временем, стала невероятно непредсказуемой, особенно во время Quadrophenia, где он, казалось, не мог удержать такт с фонограммами. Ближе к концу шоу, во время «Won't Get Fooled Again», он потерял сознание над своей ударной установкой. После 20-минутного ожидания Мун снова появился на сцене, но после нескольких тактов "Magic Bus" снова потерял сознание и был немедленно доставлен в больницу. Скот Хэлпин, один из зрителей, убедил промоутера Билла Грэма позволить ему играть на барабанах, и группа закрыла шоу с ним. У Муна был день на восстановление, и к следующему шоу в Los Angeles Forum он играл в свою обычную силу. Группа начала привыкать к фонограммам, и оставшиеся концерты тура по США прошли успешно.
Тур продолжился в феврале 1974 года короткой серией концертов во Франции. Финальное шоу во Дворце спорта в Лионе 24-го числа было последним разом, когда Quadrophenia исполнялась как сценическая пьеса с Муном, который умер в 1978 году. Позже Таунсенд сказал, что Долтри «в итоге возненавидел Quadrophenia — вероятно, потому что она укусила его». Однако в сет-листе осталась небольшая подборка песен; Живые выступления «Drowned» и «Bell Boy», снятые на футбольном поле «Чарльтон Атлетик» 18 мая, позже были выпущены в бокс-сете Thirty Years of Maximum R&B.

### Тур 1996–1997 гг.
В июне 1996 г. Долтри, Таунсенд и Энтвистл возродили Quadrophenia в качестве живого концерта. Они выступили в Гайд-парке в Лондоне в рамках благотворительного концерта Prince's Trust «Masters of Music», впервые сыграв большую часть альбома с 1974 г. Концерт не был заявлен как Who, но три участника были указаны индивидуально. В выступлении также участвовали Гари Глиттер в роли Крёстного отца, Фил Дэниелс в роли Рассказчика и Джимми, Тревор Макдональд в роли диктора, Адриан Эдмондсон в роли коридорного и Стивен Фрай в роли управляющего отелем. Музыкальный состав включал брата Таунсенда Саймона, Зака Старки на барабанах (его первое появление с The Who), гитаристов Дэвида Гилмора (который играл водителя автобуса) и Джеффа Уайтхорна, клавишников Джона «Кролика» Бандрика и Джона Карина, перкуссиониста Джоди Линскотта, Билли Николлса, возглавлявшего секцию бэк-вокала из двух мужчин и двух женщин, и пять духовых инструментов. Во время репетиций Долтри получил удар в лицо микрофонной стойкой Глиттера и выступал с повязкой на глазу.
Последующий тур по США и Великобритании, в котором участвовали большинство тех же музыкантов, но Билли Айдол заменил Эдмондсона, Саймон Таунсенд заменил Гилмора, а Пи Джей Проби заменил Глиттера во второй половине тура. 85 000 фанатов увидели, как ансамбль исполнил Quadrophenia в Мэдисон-сквер-гарден в течение шести ночей в июле 1996 года. Запись тура была впоследствии выпущена в 2005 году как часть Tommy and Quadrophenia Live.

### Туры 2010-х годов
The Who исполнили Quadrophenia в Королевском Альберт-Холле 30 марта 2010 года в рамках серии из десяти концертов Teenage Cancer Trust. Это разовое исполнение рок-оперы включало гостевые выступления Эдди Веддера из Pearl Jam и Тома Мейгана из Kasabian.
В ноябре 2012 года The Who начали тур по США в поддержку Quadrophenia, получивший название «Quadrophenia and More». Группа отыграла весь альбом без приглашённых вокалистов или объявлений с постоянным составом The Who (включая Старки и басиста Пино Палладино, который заменил Энтвистла после его смерти в 2002 году) вместе с пятью дополнительными музыкантами. Тур включал дополнительные видеовыступления, в том числе исполнение Муном песни «Bell Boy» 1974 года и басовое соло Энтвистла в песне «5:15» 2000 года. После того, как Старки повредил запястье, сессионный барабанщик Скотт Девурс заменил его на часть тура с минимальными репетициями. Тур продолжился с Девурсом на барабанах в Великобритании в 2013 году и завершился выступлением на Уэмбли Арене в июле.
В сентябре 2017 года Таунсенд отправился в короткий тур с Билли Айдолом, Элфи Бо и оркестром под названием «Classic Quadrophenia».

## Об альбоме
Концепция альбома (сюжет повествования) рассказывает о социальных, музыкальных и психологических изменениях английской молодежи Лондона и Брайтона, произошедшей в 1964–1965 годах. В основу сюжета легла история Джимми — мода, фаната «The High Numbers». Он работает на грязной работе, чтобы заработать на мотороллер GS, стильную одежду и на достаточное количество таблеток, чтобы провести выходные. Высокие дозы наркотиков приводят к тому, что его личность раскалывается на четыре составляющие, каждая из которых представлена участником «The Who». 

Родители Джимми находят таблетки и выгоняют его из дома. Он приезжает в Брайтон, чтобы возвратить славные дни модов, но находит главаря модов, ставшего скромным гостиничным носильщиком. В отчаянии он берёт лодку и выходит в море в сильный шторм и наблюдает явление Бога.
Альбом, состоящий из двух LP, стал второй полноценной рок-оперой группы.  В 2000 году журнал Q поместил альбом Quadrophenia на позицию 56 в их списке «100 величайших Британских альбомов».  

В 2001 году телеканал VH1 назвал альбом 86-м величайшим альбомом всех времен.  

В 2003 году альбом занял 266-ю позицию в списке «500 величайших альбомов всех времён по версии журнала Rolling Stone».  

IGN поместил Quadrophenia на 1-е место в свой список величайших классических рок-альбомов.

## Список композиций
Все тексты написаны Питом Таунсендом.
| №  | Название                                            | Длительность |
| -- | --------------------------------------------------- | ------------ |
| 1. | «I Am the Sea» (Я - море)                           | 2:08         |
| 2. | «The Real Me» (Настоящий я)                         | 3:20         |
| 3. | «Quadrophenia» (Квадрофения)                        | 6:12         |
| 4. | «Cut My Hair» (Подстриги мои волосы)                | 3:44         |
| 5. | «The Punk and the Godfather» (Панк и крестный отец) | 5:10         |

| №  | Название                                 | Длительность |
| -- | ---------------------------------------- | ------------ |
| 1. | «I'm One» (Я один)                       | 2:36         |
| 2. | «The Dirty Jobs» (Грязные работы)        | 4:28         |
| 3. | «Helpless Dancer» (Беспомощный танцор)   | 2:32         |
| 4. | «Is It in My Head?» (Это в моей голове?) | 3:42         |
| 5. | «I've Had Enough» (С меня достаточно)    | 5:14         |

| №  | Название                      | Длительность |
| -- | ----------------------------- | ------------ |
| 1. | «5:15» (5.15)                 | 4:58         |
| 2. | «Sea and Sand» (Море и песок) | 5:00         |
| 3. | «Drowned» (Утонувший)         | 5:26         |
| 4. | «Bell Boy» (Посыльный)        | 4:54         |

| №  | Название                                   | Длительность |
| -- | ------------------------------------------ | ------------ |
| 1. | «Doctor Jimmy» (Доктор Джимми)             | 8:36         |
| 2. | «The Rock» (Скала)                         | 6:36         |
| 3. | «Love, Reign o'er Me» (Любовь, правь мной) | 5:48         |

## Участники записи
| The Who - Роджер Долтри — ведущий вокал; - Пит Таунсенд — гитара, синтезаторы, фортепиано, банджо, звуковые эффекты, вокал, подготовка производства, спецэффекты. - Джон Энтвисл — бас-гитара, рожки, вокал на «Is it in my Head?», бэк-вокал; - Кит Мун — ударные, вокал на «Bell Boy»; Приглашённые музыканты - Джон Керл — голос диктора в «Cut My Hair»; - Крис Стэйнтон — фортепиано в «Dirty Jobs», «Helpless Dancer», «5:15» и «Drowned». | Производство - Рон Фокус — звукорежиссёр; - Род Хоуисон — спецэффекты; - Грэм Хьюс — дизайн, фотографии; - Пит Кэмерон — исполнительный продюсер; - Боб Людвиг — ремастеринг; - Рон Невисон — звукорежиссёр, спецэффекты; - Этан Рассел — дополнительный фотомонтаж; - Крис Стэмп — исполнительный продюсер. |

## Позиции в чартах
Альбом
| Год  | Чарт                 | Позиция |
| ---- | -------------------- | ------- |
| 1973 | Billboard Pop Albums | 2       |
| 1973 | UK Chart Album       | 2       |

Синглы
| Год  | Сингл  | Чарт             | Позиция |
| ---- | ------ | ---------------- | ------- |
| 1973 | «5:15» | UK Singles Chart | 20      |

## Дополнительные факты
- На концерте в Ньюкасле в 1973 году во время исполнения песни из нового альбома отказала аппаратура, и Таунсенд пришёл в такую ярость, что разбил пульт звукооператора, и его увели со сцены[76].